# Paul-Georg Custodis
Paul-Georg Custodis (* 13. Januar 1940 in Hannover) ist ein deutscher Architekt und Denkmalpfleger. 

## Werdegang
Paul-Georg Custodis, Ur-Ur-Großneffe des königlichen Hofbaumeisters Max Joseph Custodis, wurde 1940 während des Zweiten Weltkrieges in Hannover geboren. Die Kriegsjahre und die Nachkriegszeit überschatteten seine Kindheit. Er stammt aus einer Kölner Familie. Von 1959 bis 1966 studierte er Architektur an der Technischen Hochschule Darmstadt. Im Anschluss machte er eine Ausbildung für den höheren bautechnischen Verwaltungsdienst des Bundeslandes Nordrhein-Westfalen.
Custodis war von 1969 bis 1973 Leiter des Planungsamtes der Stadt Brühl (Rheinland). Danach bekleidete er von 1973 bis zu seiner Pensionierung im Jahr 2005 eine Reihe von Posten beim Landesamt für Denkmalpflege Rheinland-Pfalz: Wissenschaftlicher Mitarbeiter, Gebietsreferent und zuletzt Baudirektor. Daneben war er dort von 1984 bis 2005 Querschnittsreferent für Industriedenkmalpflege. In diesem Zusammenhang war er über 10 Jahre lang für die Restaurierung der Sayner Hütte verantwortlich, einem ehemaligen Hüttenwerk in Bendorf. Seit 2010 ist er Ehrenmitglied des Freundeskreises Sayner Hütte.
1979 wurde er an der RWTH Aachen zum Dr.-Ing. promoviert. Das Thema seiner Doktorarbeit lautete: Der Stadtbaumeister Eduard Kreyßig und die Bauentwicklung der Stadt Mainz in der 2. Hälfte des 19. Jahrhunderts.
Im Laufe seines Lebens betätigte sich Custodis als Autor von wissenschaftlichen Artikeln und Fachbüchern und als Hobbymaler und -zeichner.

## Veröffentlichungen (Auswahl)
- 1975: Bad Ems[6]
- 1975: Der Bildhauer Ferdinand Joseph Friedrich Custodis[7]
- 1980: Nassau an der Lahn
- 1982: Mainz im Wandel: 1850–1900[8]
- 1984: Koblenz und der Mittelrhein
- 1985: Die Stadt des 19. Jahrhunderts in Rheinland-Pfalz
- 1990: Technische Denkmäler in Rheinland-Pfalz
- 1996: Burg Namedy in Andernach[9]
- 1998: Zeugnisse aus Industrie und Technik
- 2000: Notizen zu Max Joseph Hubertus Custodis. Architekt in Düsseldorf
- 2008: Apollinariskirche in Remagen
- 2008: Pfaffen-Schwabenheim
- 2011: Die Sayner Hütte[10]
- 2014: Von der Autobahnbrücke bis zur Ziegelei: Zeugnisse aus Technik und Wirtschaft in Rheinland-Pfalz[3][4][11]
- 2017: Vom Backen, Brauen, Keltern und Gerben: Zeugnisse der Herstellung von Nahrungs- und Genussmitteln sowie Bekleidung in Rheinland-Pfalz[12]